# Stephania Haralabidis
Stephania Haralabidis (ur. 19 maja 1995 w Atenach) – amerykańska i grecka piłkarka wodna, reprezentantka Stanów Zjednoczonych, mistrzyni olimpijska z Tokio w 2021, mistrzyni świata i igrzyska panamerykańskich.

## Życie prywatne
Jej ojciec jest Grekiem, a matka Amerykanką. Początkowo grała dla Grecji, jednak ostatecznie wybrała reprezentowanie Stanów Zjednoczonych, gdyż w tym państwie łatwiej było połączyć naukę ze sportem.
Stephanie Haralabidis studiowała stosunki międzynarodowe na Uniwersytecie Południowej Kalifornii.

## Kariera reprezentacyjna

### Grecja
Do 2017 reprezentowała Grecję. Z reprezentacją wywalczyła 5. miejsce na Mistrzostwach Świata Juniorek w Piłce Wodnej 2015 w greckim Wolos.

### Stany Zjednoczone
Od 2017 reprezentuje Stany Zjednoczone na zawodach międzynarodowych. Z reprezentacją uzyskała następujące wyniki:
| Rok                           | Impreza                          | Miejsce    | Pozycja    |      |                                    |         |            |
| ----------------------------- | -------------------------------- | ---------- | ---------- | ---- | ---------------------------------- | ------- | ---------- |
| Rok                           | Impreza                          | Miejsce    | Pozycja    | 2019 | Mistrzostwa Świata w Pływaniu 2019 | Gwangju | 1. miejsce |
| Igrzyska Panamerykańskie 2019 | Lima                             | 1. miejsce |            | 2019 |                                    |         |            |
| 2021                          | Letnie Igrzyska Olimpijskie 2020 | Tokio      | 1. miejsce |      |                                    |         |            |